# Dolok Ilir Dua
Dolok Ilir Dua is een bestuurslaag in het regentschap Simalungun van de provincie Noord-Sumatra, Indonesië. Dolok Ilir Dua telt 804 inwoners (volkstelling 2010).